# Opopaea floridana
Opopaea floridana là một loài nhện trong họ Oonopidae.
Loài này thuộc chi Opopaea. Opopaea floridana được Richard C. Banks miêu tả năm 1896.